# Троєщина (електродепо)
50°32′00.99″ пн. ш. 30°27′20.00″ сх. д. / 50.5336083° пн. ш. 30.4555556° сх. д.
Електродепо́ «Троє́щина» — проєктоване електродепо Лівобережної лінії та Подільсько-Вигурівської лінії Київського метрополітену. Планується, що депо також обслуговуватиме Подільсько-Вигурівську лінію. Проєкт депо був розроблений інститутом «Київдіпротранс» у 2007 році. Розрахунковий термін будівництва становить 73 місяці, в тому числі перша черга будівництва 48 місяців. Запланований термін відкриття — після 2030 року.